# جوآن داناهیو
جوآن داناهیو (انگلیسی: Joan Donoghue؛ زادهٔ ۱۲ دسامبر ۱۹۵۷) حقوقدان، وکیل و قاضی اهل ایالات متحده آمریکا است. وی از ۲۰۲۱ تا ۲۰۲۴ رئیس دیوان بین‌المللی دادگستری بود.